# 田部 (日本)
田部 （日语：[] 错误：{{Lang}}：无文本（帮助）／／ tabe）是日本大和時代 (古坟时代和飞鸟时代)的土地和身份制度，是部民制的一部分，指直接受大和王权控制并在屯倉耕地的人。

## 概述
田部由各种各样的人组成，有来自各个地区的移民群体，也有来自东亚大陆的渡來人。527年磐井之乱后，为加强对地方的控制、巩固王权，安闲天皇不遗余力地大肆推行屯仓部民制。关于这一制度，主要散见于《日本书纪》一书中，在《古事记》、《风土记》、《新撰姓氏錄》等古籍中也有零星的记载。大和時代来自东亚大陆的大批技术人员和劳动者--渡來人迅速提高了倭国的农业和手工业生产力水平，特别是铁的应用大大促进了大和地区的发展。四世纪末到五世纪，大和王权驱使这些技术人员和当地居民在摄津、河内、和泉等畿内地区进行了大规模的开垦，由此出现了屯仓，在此基础上，诞生了耕种屯仓的田部。
屯仓部民制最基本的特征，就在于大和王权从地方豪族和被征服者那里获得一部分土地和人民，作为自己的直辖领地（屯仓）和直属人民（田部），部分打破原有的通过地方豪族加以统治的间接统治方式，而实行直接统治，加强大和王权的经济基础和实力，也削弱并钳制了那些有独立性的被征服势力。然而由于當時大王还没有绝对权力，所以贵族也极力扩大自己私有的领地与部民，借以增强自己的经济实力，甚至出现蘇我氏这般弒殺大王的豪族。最终在645年乙巳之變后，中大兄皇子、中臣鎌足等人推行大化改新，实施律令制，田部于是逐步转变为公民。

## 记载
据《日本书纪》记载， 534年安闲天皇在位期间设立了小墾田屯倉和樱井屯倉，并在大伴金村的建议下，设立了田部（负责耕种屯仓田地的人员），作为供给给天皇的妃子——紗手媛和香香有媛的食田。此外，难波屯仓的田地也有钁丁（くわよほろ，即田部），用以供给另一位妃子宅媛。
同样是在534年，天皇行幸期间，三嶋的县主三嶋饭粒将竹村的40町良田献给天皇，因此受到天皇的赞赏。此前，凡河内国造大河内味张因舍不得献出良田，欺骗了勅使，最终被免除了國造的职务。味张因此深感畏惧，献出每个郡的钁丁春秋各500人，并向随行的大伴金村贿赂河内的狭井田6町作为补偿。因此，三嶋竹村屯仓的田地便由河内的部民担任田部来进行耕作。上述故事反映安闲天皇积极扩张屯仓与田部的努力。